# 차간호
차간호(查干湖) 혹은 성수이 호(圣水湖)는 중화인민공화국 지린성 송원시 첸궈얼뤄쓰 몽골족 자치현 북서부에 있는 호수다.

## 전통 겨울 낚시
차간호는 선사 시대 때부터 이어진 전통 겨울 낚시 기법이 보존된 유일한 곳으로 중화인민공화국 국가급 무형문화유산에 지정됐으며 이를 보존하기 위해 매해 겨울 낚시축제가 열린다. 낚시꾼들은 두터운 얼음에 구멍을 많이 뚫고 얼음 밑으로 투망한다.